# Пікан-Парк (Нью-Мексико)
Пікан-Парк (англ. Pecan Park) — переписна місцевість (CDP) в США, в окрузі Луна штату Нью-Мексико. Населення — 113 особи (2020).

## Географія
Пікан-Парк розташований за координатами 32°16′13″ пн. ш. 107°40′26″ зх. д. / 32.27028° пн. ш. 107.67389° зх. д. (32.270407, -107.673993).  За даними Бюро перепису населення США в 2010 році переписна місцевість мала площу 0,28 км², уся площа — суходіл.

## Демографія
Згідно з переписом 2010 року, у переписній місцевості мешкало 75 осіб у 39 домогосподарствах у складі 21 родини. Густота населення становила 268 осіб/км².  Було 44 помешкання (157/км²).
Расовий склад населення:
| - 96,0 % — білих - 1,3 % — осіб інших рас |

До двох чи більше рас належало 2,7 %. Частка іспаномовних становила 18,7 % від усіх жителів.
За віковим діапазоном населення розподілялося таким чином: 18,7 % — особи молодші 18 років, 30,6 % — особи у віці 18—64 років, 50,7 % — особи у віці 65 років та старші. Медіана віку мешканця становила 65,1 року. На 100 осіб жіночої статі у переписній місцевості припадало 70,5 чоловіків;  на 100 жінок у віці від 18 років та старших — 90,6 чоловіків також старших 18 років.
Цивільне працевлаштоване населення становило 0 осіб. 